# Ernest Cline
Ernest Christy Cline (* 29. března 1972) je americký spisovatel, scenárista a performer slam-poetry. Je znám především díky svým románům Ready Player One a Armada a také spolupracoval na scénáři pro nadcházející filmovou adaptaci svého díla Ready Player One, které se ujal Steven Spielberg.

## Osobní život
Cline se narodil ve městě Ashland v Ohiu, je synem Faye Imogene (Williams) a Ernesta Christy Cline. Jeho mladší bratr Eric je majorem námořní pěchoty Spojených států, která se specializuje jako technik EOD (armádní pyrotechnická jednotka). Je ženatý s básnířkou a spisovatelkou literatury faktu Cristin O'Keefe Aptowicz, se kterou se setkal na National Poetry Slam v roce 1998. Jeho celkově nejoblíbenější videohrou je Black Tiger, která se hluboce promítá do zápletky románu Ready Player One.

## Slam poetry
Od roku 1997 do roku 2001 Cline svou práci představil na několika výstupech na Austin slam poetry. Stal se Austin Poetry Slam Champ v letech 1998 a 2001 a soutěžil v Austin Poetry Slam Teams na Austin National Poetry Slam v roce 1998 a na Seattle National Poetry Slam v roce 2001. Mezi jeho nejznámější kousky patří "Dance, Monkeys, dance", "Nerd Porn Auteur" a "When I Was a Kid." Cline následně přepracoval "Dance, Monkeys, Dance" na vzdělávací film, který se později stal virálním a nyní je přeložen do 29 různých jazyků.
V roce 2001 Cline publikoval sbírku svých slamových vystoupení – Jak je důležité míti Filipa, a vydal album „The Geek Wants Out“, obojí prodával prostřednictvím svých webových stránek. Na podzim 2013 Write Bloody Publishing publikovalo nové vydání Jak je důležité míti Filipa v novém přebalu ilustrovaném Garym Musgravem a novými vnitřními ilustracemi, které vytvořil Len Peralta.

## Scenáristika
V roce 1996 Cline napsal pokračování (Buckaroo Banzai Against the World Crime League) k filmu W. D. Richtera z roku 1984 The Adventures of Buckaroo Banzai Across the 8th Dimension) a zpřístupnil jej na internetu. V roce 1998 byl o Clinův scénář Fanboys velký zájem v Austinu v Texasu, včetně zmínky na internetových stránkách Harryho Knowlese „Ain’t it cool News“. Na konci roku 2005 koupila Weinstein Company jeho scénář Fanboys, kde později obsadili Sam Huntington, Chris Marquette, Dan Fogler, Jay Baruchel a Kristen Bellovou jako hlavní postavy. Fanboys měl premiéru 6. února 2009.
Také v létě roku 2008 Lakeshore Entertainment oznámili produkci Clinova scénáře Thundercade. Thundercade popisuje příběh třicetiletého muže závislého na videohrách, který se dozví, že nějaký mladý hráč porazil jeho rekord, který on dobyl kdysi, když byl teenager. Pak cestuje se svými přáteli na největší světové herní mistrovství, Thundercade, s cílem obnovit svou zašlou slávu.
Cline se také podílí na napsání scénáře pro filmové adaptace jeho dvou románů, Ready Player One a Armada.

## Beletrie
V červnu 2010 Cline dal svůj první román Ready Player One do aukce u Crown Publishing Group (divize společnosti Random House). Filmová práva k románu byla prodána následující den společnosti Warner Bros a Cline měl spolupracovat na napsání scénáře. O deset měsíců později, s vydáním hardbacku, který se shoduje s vydáním paperbacku, Cline odhalil na svém blogu, že jak brožovaná, tak vázaná vydání Ready Player One obsahují komplikovaně skrytý easter egg. Toto odhalení spustilo vlnu testování videoher, podobně jako v ději románu. Cline také sdělil, že hlavní cenou v soutěži bude DeLorean z roku 1981. Cena byla udělena v roce 2012. Brožovaný výtisk se v současné době publikuje v 17. vydání. Jeho druhou knihou je Armada vydaná 14. července 2015 u Crown Publishing Group. Dne 7. prosince 2015 Cline oznámil prodej filmových práv k Armada studiu Universal Pictures za sedmimístnou částku. Třetí román byl oznámen v srpnu 2015.